# 布纹镜文蛤
布纹镜蛤（學名：Dosinia canaliculata），或作
布纹镜文蛤（學名：Dosinorbis canaliculata），
是帘蛤目帘蛤科的一种。
曾被劃歸镜蛤亚科的镜文蛤属，但現時合併至镜蛤属。
主要分布于台湾台北、高雄縣及龜山島、中國和日本近海，常栖息在淺海沙底。WoRMS認為本物種為Dosinia cretacea (Reeve, 1850)的異名。